# Sombrun
Sombrun (en francès Sombrun) és un municipi francès situat al departament dels Alts Pirineus i a la regió d'Occitània. Limita al nord amb Vilafranca, al nord-est amb Estirac, a l'est amb Mauborguet, al sud-oest amb La Hita Topièra, a l'oest amb Montcauv i al nord-oest amb Lascasèras.

## Demografia
| 1962                                       | 1968 | 1975 | 1982 | 1990 | 1999 | 2007 |
| ------------------------------------------ | ---- | ---- | ---- | ---- | ---- | ---- |
| 222                                        | 240  | 241  | 232  | 229  | 237  | 216  |
| Des de 1962: població sense dobles comptes |      |      |      |      |      |      |

## Administració
| Període   | Identitat        | Partit |
| --------- | ---------------- | ------ |
| 1967-1977 | Pierre Budan     |        |
| 1977-2001 | Henri Delmas     |        |
| 2001-2008 | André Mirail     |        |
| 2008-     | Gérard Dieuzeide |        |